# Natação no Campeonato Mundial de Esportes Aquáticos de 2017 - 800 m livre masculino
A prova dos 800 metros livre masculino da natação no Campeonato Mundial de Esportes Aquáticos de 2017 ocorreu nos dias 25 de julho e 26 de julho em Budapeste na Hungria.

## Recordes
Antes desta competição, os recordes mundiais e do campeonato nesta prova eram os seguintes:
| Tipo                  | Atleta    | Tempo   | Local | Data                |
| --------------------- | --------- | ------- | ----- | ------------------- |
|                       | Zhang Lin | 7:32.12 | Roma  | 29 de julho de 2009 |
| Recorde do campeonato | Zhang Lin | 7:32.12 | Roma  | 29 de julho de 2009 |

## Medalhistas
| Ouro                 | Prata                 | Bronze                     |
| Gabriele Detti (ITA) | Wojciech Wojdak (POL) | Gregorio Paltrinieri (ITA) |

## Resultados

### Eliminatórias
Esses foram os resultados das eliminatórias. Foram realizadas no dia 25 de julho com início às 10:31. 
| Pos. | Bateria | Raia | Nadador                    | Nacionalidade  | Tempo   | Notas            |
| ---- | ------- | ---- | -------------------------- | -------------- | ------- | ---------------- |
| 1    | 3       | 4    | Gregorio Paltrinieri       | Itália         | 7:45.31 | Q                |
| 2    | 3       | 3    | Wojciech Wojdak            | Polónia        | 7:46.39 | Q                |
| 3    | 3       | 5    | Henrik Christiansen        | Noruega        | 7:47.61 | Q                |
| 4    | 3       | 1    | Felix Auböck               | Áustria        | 7:49.24 | Q,               |
| 5    | 4       | 3    | Sun Yang                   | China          | 7:49.28 | Q                |
| 6    | 4       | 4    | Gabriele Detti             | Itália         | 7:49.67 | Q                |
| 7    | 4       | 1    | Florian Wellbrock          | Alemanha       | 7:50.89 | Q                |
| 8    | 4       | 2    | Zane Grothe                | Estados Unidos | 7:50.97 | Q                |
| 9    | 4       | 0    | Ahmed Akram                | Egito          | 7:51.41 |                  |
| 10   | 3       | 6    | Clark Smith                | Estados Unidos | 7:51.83 |                  |
| 11   | 4       | 8    | Victor Johansson           | Suécia         | 7:52.66 | Recorde nacional |
| 12   | 4       | 9    | Anton Ipsen                | Dinamarca      | 7:53.37 |                  |
| 13   | 4       | 7    | Jack McLoughlin            | Austrália      | 7:53.51 |                  |
| 14   | 2       | 3    | Marcelo Acosta             | El Salvador    | 7:55.70 |                  |
| 15   | 2       | 1    | Ferry Weertman             | Países Baixos  | 7:56.44 |                  |
| 16   | 4       | 6    | Jan Micka                  | Chéquia        | 7:56.71 |                  |
| 17   | 3       | 7    | Qiu Ziao                   | China          | 7:57.47 |                  |
| 18   | 3       | 8    | Ilya Druzhinin             | Rússia         | 8:00.27 |                  |
| 19   | 3       | 0    | Martin Bau                 | Eslovênia      | 8:00.32 |                  |
| 20   | 2       | 4    | Richard Nagy               | Eslováquia     | 8:01.42 |                  |
| 21   | 3       | 2    | Gergely Gyurta             | Hungria        | 8:03.87 |                  |
| 22   | 2       | 2    | Ricardo Vargas             | México         | 8:04.17 |                  |
| 23   | 3       | 9    | Antonio Arroyo             | Espanha        | 8:04.68 |                  |
| 24   | 2       | 6    | Dimitrios Negris           | Grécia         | 8:05.88 |                  |
| 25   | 2       | 8    | Guilherme Pina             | Portugal       | 8:08.96 |                  |
| 26   | 2       | 5    | Martín Naidich             | Argentina      | 8:12.00 |                  |
| 27   | 2       | 7    | Marc Hinawi                | Israel         | 8:12.39 |                  |
| 28   | 1       | 4    | Óli Mortensen              | Ilhas Feroé    | 8:16.25 |                  |
| 29   | 1       | 5    | Constantinos Hadjittooulis | Chipre         | 8:23.30 |                  |
| 30   | 1       | 3    | Franci Aleksi              | Albânia        | 8:37.23 |                  |
| 31   | 4       | 5    | Mack Horton                | Austrália      | DNS     | DNS              |

### Final
A final foi realizada em 26 de julho às 19h05. 
| Pos.              | Raia | Nadador              | Nacionalidade  | Tempo   | Notas            |
| ----------------- | ---- | -------------------- | -------------- | ------- | ---------------- |
| Medalha de ouro   | 7    | Gabriele Detti       | Itália         | 7:40.77 | Recorde europeu  |
| Medalha de prata  | 5    | Wojciech Wojdak      | Polónia        | 7:41.73 | Recorde nacional |
| Medalha de bronze | 4    | Gregorio Paltrinieri | Itália         | 7:42.44 |                  |
| 4                 | 3    | Henrik Christiansen  | Noruega        | 7:44.21 | Recorde nacional |
| 5                 | 2    | Sun Yang             | China          | 7:48.87 |                  |
| 6                 | 6    | Felix Auböck         | Áustria        | 7:51.20 |                  |
| 7                 | 1    | Florian Wellbrock    | Alemanha       | 7:52.27 |                  |
| 8                 | 8    | Zane Grothe          | Estados Unidos | 7:52.43 |                  |

Legenda
| Recorde mundial       | Recorde mundial (World record)               |                       | Recorde africano                      | Recorde africano (African) |                                           | Q | Classificado por posição (Qualified) |
| Recorde do campeonato | Recorde do campeonato (Championship record)  | Recorde da América    | Recorde da América (Americas)         | q                          | Classificado por melhor tempo (Qualified) |   |                                      |
| Melhor marca do ano   | Melhor marca do ano (World leading)          | Recorde asiático      | Recorde asiático (Asian)              | DNS                        | Não largou (Did not start)                |   |                                      |
| Recorde nacional      | Recorde nacional (National record)           | Recorde europeu       | Recorde europeu (European)            | DNF                        | Não terminou (Did not finish)             |   |                                      |
| Recorde pessoal       | Recorde pessoal do atleta (Personal best)    | Recorde da Oceania    | Recorde da Oceania (Oceania)          | DSQ / DQ                   | Desclassificado (Disqualified)            |   |                                      |
| Recorde da temporada  | Recorde da temporada do atleta (Season best) | Recorde sul-americano | Recorde sul-americano (South America) | NM                         | Sem marca (No mark)                       |   |                                      |